# Myrmicinae
Myrmicinae – największa podrodzina mrówek o dużym zróżnicowaniu pod względem biologicznym. W tej podrodzinie występują mrówki wszystkożerne, drapieżne, odżywiające się wyłącznie nasionami, hodujące grzyby, stosujące niewolnictwo.
Mrówki z tej podrodziny posiadają stylik (pomostek odwłoka) zbudowany z dwóch segmentów, smukły odwłok i żądło. Posiadają oczy często rozwinięte. Zazwyczaj nie posiadają przyoczek. Biczyk czułka posiada od 4 do 12 segmentów.
Gniazda budowane są w dostępnych miejscach od zagłębień w ziemi po konary drzew. Kolonie liczą od kilkuset do kilku tysięcy robotników. Niektóre z gatunków tworzą wielotysięczne kolonie jak również małe gniazda składające się z mniej jak 50 mrówek.
U wielu gatunków występują kasty pośrednie między robotnikami i żołnierzami.

## Plemiona
- Agroecomyrmecini
- Attini
- Basicerotini
- Blepharidattini
- Cataulacini
- Cephalotini
- Crematogastrini
- Dacetonini
- Formicoxenini
- Melissotarsini
- Meranoplini
- Metaponini
- Myrmecinini
- Myrmicariini
- Myrmicini
- Ochetomyrmecini
- Phalacromyrmecini
- Pheidolini
- Pheidologetonini
- Solenopsidini
- Stegomyrmecini
- Stenammini
- Tetramoriini

W skład podrodziny Myrmicinae wchodzi też 9 opisanych rodzajów nie przyporządkowanych do plemion:
- Archimyrmex Cockerell, 1923
- Attopsis Heer, 1850
- Cephalomyrmex Carpenter, 1930
- Electromyrmex Wheeler, 1910
- Eocenidris Wilson, 1985
- Eoformica Cockerell, 1921
- Eomyrmex Hong, 1974
- Lenomyrmex Fernandez & Palacio G., 1999
- Promyrmicium Baroni Urbani, 1971